# 캐나다
캐나다(영어: Canada, 프랑스어: Canada 카나다[*])는 북아메리카에 위치한 나라로, 10개의 주와 3개의 준주로 구성되어 있다. 캐나다는 서쪽으로 태평양에 접하고, 동쪽으로는 대서양에 접하며 북쪽으로는 북극해와 접한다. 캐나다는 총 면적에서 세계에서 두 번째로 큰 나라이고 세계에서 가장 긴 해안선을 가지고 있다. 캐나다와 미국의 국경은 세계에서 가장 긴 국제 육지 국경이다. 캐나다는 기상 및 지질학적 측면에서 매우 다양한 지역으로 구성되어 있으며, 4,100만 명이 넘는 인구가 대부분 북위 55도 아래 도시 지역 및 미국 국경 150마일 이내에 거주하는 인구가 적은 국가다. 캐나다의 수도는 오타와이며, 세 개의 가장 큰 대도시 지역은 토론토, 몬트리올, 밴쿠버이다. 미국과 마찬가지로 세계에서 손꼽는 다문화 국가 중 하나로, 여러 인종이 섞여있는데, 백인, 아시아인, 흑인, 원주민 등등으로 구성 되어있다.
캐나다가 현재 위치한 지역에는 수천 년 동안 원주민들이 계속해서 거주해 왔다. 16세기부터 영국과 프랑스 탐험대가 대서양 해안을 탐험한 뒤 나중에 캐나다에 정착했다. 여러 무력 충돌의 결과로, 프랑스는 1763년에 북미 대륙의 거의 모든 식민지를 영국에 양도하였다. 1867년, 세 개의 영국령 북아메리카 식민지가 연합하여 캐나다 연방을 형성했고, 캐나다 연방은 4개의 주를 가진 연방제 자치령이다. 이 때부터 캐나다의 주와 준주는 늘어났고 영국으로부터 더 큰 자치권을 부여받았다. 1931년의 웨스트민스터 헌장과 1982년 캐나다 법을 통해 캐나다의 자치권은 더욱 커졌고, 이 법들은 영국 의회에 대한 캐나다의 법적 종속을 완전히 끊은 것이었다.
캐나다는 웨스트민스터 전통을 따르는 의원내각제 입헌군주국이다. 캐나다의 정부 수반은 총리로, 총리는 선출된 하원의 신임을 얻을 수 있는 능력에 의해 직위를 유지하며, 캐나다의 의례적 국가 원수인 군주를 대표하는 총독이 총리를 임명한다. 캐나다는 영연방 왕국의 일원이며, 연방 관할구역에서 공식적으로 영어와 프랑스어를 사용하는 이중 언어 국가이다. 캐나다는 정부 투명성, 삶의 질, 경제 경쟁력, 혁신, 교육, 성평등 등의 국제적인 측정에서 매우 높은 순위를 기록하고 있다. 또한, 대규모 이민의 결과로 세계에서 가장 인종적으로 다양한 다문화 국가 중 하나다. 미국과의 길고 복잡한 관계는 캐나다의 역사, 경제, 문화에 큰 영향을 미쳤다.
선진국인 캐나다는 세계적으로 높은 명목 1인당 소득을 자랑하며, 풍부한 천연자원과 잘 발달된 국제 무역 네트워크를 기반으로 하는 선진 경제를 가지고 있다. 중간 강국으로 인정받는 캐나다는 다자주의와 국제주의에 대한 강력한 지지를 유지하며, 이는 평화유지와 개발도상국 원조와 같은 외교 정책과 밀접한 관련이 있다. 캐나다는 여러 국제 기구와 포럼에 속해 있다.

## 지명
캐나다의 어원에 대해 여러 이론이 제기되었으나, 현재는 이 이름이 세인트로렌스 이로쿼이어로 "마을" 또는 "정착지"를 의미하는 카나타(kanata)에서 유래한 것으로 받아들여지고 있다. 1535년에 현재 퀘벡시 지역의 원주민들이 프랑스 탐험가 자크 카르티에에게 스타다코나(Stadacona) 마을을 가리키기 위해 이 단어를 사용했다. 이후 카르티에는 "캐나다"라는 단어를 그 특정 마을뿐만 아니라 스타다코나 추장 도나코나(Donnacona)가 지배하는 전체 지역을 가리키는 말로 사용했다. 1545년까지는 유럽의 책과 지도에서 세인트로렌스강을 따라 있는 작은 지역을 '캐나다'라고 부르기 시작했다.
16세기부터 18세기 초까지 캐나다는 세인트로렌스강을 따라 위치한 누벨프랑스의 일부를 가리키는 지명이었다. 영국이 누벨프랑스를 정복한 후, 이 지역은 1763년부터 1791년까지 퀘벡주로 불렸다. 1791년, 이 지역은 어퍼캐나다와 로어캐나다라는 두 개의 영국 식민지로 나뉘었으며, 이 두 식민지는 1841년 캐나다주로 통합될 때까지 "더 캐나다스"(The Canadas)라고 불렸다.
1867년 연방 결성 시, 런던 회의에서 캐나다가 새로운 국가의 법적 명칭으로 채택되었고, "자치령"(dominion)이라는 단어가 국가의 칭호로 부여되었다. 1950년대까지 영국은 더 이상 "캐나다 자치령"이라는 용어를 사용하지 않고, 캐나다를 "영연방 왕국"으로 간주했다. 캐나다의 헌법을 완전히 캐나다의 통제 아래 두게 한 1982년 캐나다법(Canada Act)에서는 오직 "캐나다"라는 명칭만 사용되었다. 1982년 후반, 캐나다 내 국가 공휴일의 이름도 자치령의 날(Dominion Day)에서 캐나다의 날(Canada Day)로 변경되었다.

## 역사

### 유럽인 도착 이전
인류는 최소 약 14,000여 년 전부터 시베리아에서부터 베링 해협을 건너 현재 북아메리카와 캐나다 지역에 모여 살기 시작하였다. 이 시기에 캐나다 지방에 정착한 고인디언(Paleo-Indian)들이 모여 살던 블루피시 동굴과 올드크로우 평원 등이 있다. 원주민 사회의 특성으로는 영구적인 정착지, 농업, 복잡한 사회적 계층 구조, 그리고 무역 네트워크 등이 포함되었다. 이들 문화 중 일부는 15세기 말과 16세기 초에 유럽 탐험가들이 도착할 때쯤 붕괴되었으며, 고고학적 조사를 통해서만 발견되었다. 현재 캐나다에 있는 원주민은 퍼스트 네이션(First Nations), 이누이트(Inuit), 그리고 메티스(Métis)를 포함하며, 메티스는 17세기 중반 유럽 정착민과 퍼스트 네이션 사람들이 결혼하여 이후 독자적인 정체성을 형성한 혼혈 출신이다.

2021년 캐나다 인구조사에 따른 인구 조사 구역별 자칭 원주민 정체성(퍼스트 네이션, 이누이트, 메티스) 비율을 보여주는 캐나다 지도.

유럽인들이 처음 정착지를 세울 당시 원주민 인구는 약 20만 명에서 200만 명 사이였던 것으로 추정되며, 캐나다 왕립 원주민 문제 조사 위원회는 약 50만 명을 원주민 추정 인구 수치로 보고 있다. 유럽의 식민지화로 인해 원주민 인구는 최소 40%에서 최대 80%까지 감소했다. 이러한 감소의 원인으로는 유럽 질병의 전파(원주민에게 자연 면역이 없었음), 모피 무역을 둘러싼 갈등, 식민지 당국과 정착민들의 충돌, 그리고 정착민들의 원주민 토지 강탈 및 몇몇 국가들의 자연 붕괴 등이 포함된다.
유럽계 캐나다인과 퍼스트 네이션 및 이누이트 인구 간의 초기 상호작용은 갈등이 없지는 않았지만 비교적 평화로웠다.  퍼스트 네이션과 메티스는 특히 북미 모피 무역 기간 동안 유럽의 "쿠뢰르 데 보아(coureurs des bois)"와 보야저(voyageurs)가 대륙을 탐험하는 데 중요한 역할을 했다. 퍼스트 네이션과의 초기 유럽 상호작용은 우정과 평화 조약에서 원주민 토지의 강탈로 변화했다.
 18세기 후반부터 유럽계 캐나다인들은 원주민들을 캐나다의 서구식 사회에 녹아들 것을 강요했다. 캐나다에서 정착민 식민주의는 19세기 후반과 20세기 초에 절정에 달했다. 2008년 캐나다 정부의 화해 위원회 설립으로 보상 기간이 시작되었다. 여기에는 캐나다 정부의 문화적 집단 학살에 대한 인정, 합의된 보상, 실종 및 살해된 원주민 여성 문제를 해결하는 것과 같은 인종 차별 문제의 개선이 포함되었다.

### 유럽의 식민지화

1750년 당시 북아메리카 내 영유권 주장. 영국령 아메리카 (분홍), 누벨프랑스 (파랑), 누에바에스파냐 (주황); 캘리포니아, 태평양 북서부, 그리고 그레이트베이슨은 표시되지 않았다.

유럽에서 동부 캐나다 해안을 처음으로 탐험한 것으로 알려진 사람은 노르웨이 탐험가 레이프 에이릭손(Leif Erikson)이다. 약 1000년경, 노르웨이인들은 뉴펀들랜드 북쪽 끝에 위치한 랑스 오 메도즈(L'Anse aux Meadows)에서 작고 단명한 야영지를 세웠으며, 이곳은 약 20년 동안 간헐적으로 노르웨이인이 점령했다. 이후 유럽의 추가적인 탐험은 이루어지지 않다가 1497년, 항해사 존 캐벗(John Cabot)이 헨리 7세의 이름으로 캐나다 대서양 연안을 탐험하고 영유권을 주장했다. 1534년에는 프랑스 탐험가 자크 카르티에(Jacques Cartier)가 세인트로렌스만을 탐험하였고, 7월 24일에 "프랑스 왕 만세"라는 문구가 새겨진 10미터(33피트) 높이의 십자가를 세우며 프랑수아 1세의 이름으로 누벨프랑스를 영토로 삼았다. 16세기 초반에는 바스크인과 포르투갈인이 개척한 항해 기술을 바탕으로 유럽의 선원들이 대서양 연안에 계절별로 고래잡이 및 어업 기지를 세웠다. 대체로 발견 시대 초기의 정착지는 혹독한 기후, 무역로의 항해 문제, 그리고 스칸디나비아의 경쟁 기지들로 인해 단명한 것으로 보인다.
1583년, 험프리 길버트 경(Sir Humphrey Gilbert)은 엘리자베스 1세의 왕실 특권에 의해 뉴펀들랜드의 세인트존스(St. John's)에 북아메리카 최초로 영국계 계절 기지를 세웠다. 1600년, 프랑스는 세인트로렌스강을 따라 타두삭(Tadoussac)에 첫 번째 계절 무역 기지를 세웠다. 1603년에 프랑스 탐험가 사뮈엘 드 샹플랭(Samuel de Champlain)이 도착하여 1605년에 포르루아얄(Port Royal)과 1608년에 퀘벡시(Quebec City)에 유럽인 최초의 상시 거주지를 설립했다. 누벨프랑스의 식민지 개척자들 중에서 캐나다인들은 세인트로렌스강 유역에 광범위하게 정착했으며 아카디아인들은 오늘날의 해양 지방에 정착했고, 모피 무역상들과 가톨릭 선교사들은 오대호, 허드슨만, 미시시피강 유역을 탐험하여 루이지애나까지 이르렀다. 17세기 중반에는 북미 모피 무역의 지배권을 둘러싸고 비버 전쟁(Beaver Wars)이 발발했다.
영국은 1610년에 뉴펀들랜드에 추가적인 정착지를 세웠으며, 남쪽의 13개 식민지에도 정착지를 세웠다. 1689년부터 1763년까지 북아메리카 식민지에서 네 차례의 전쟁이 발발했으며, 이 중 후반부 전쟁들은 7년 전쟁의 북아메리카 전역에 포함된다. 1713년 위트레흐트 조약으로 노바스코샤 본토가 영국의 지배하에 들어갔고, 1763년 7년 전쟁 이후 캐나다와 누벨프랑스 대부분이 영국에 넘어갔다.

### 영국령 캐나다

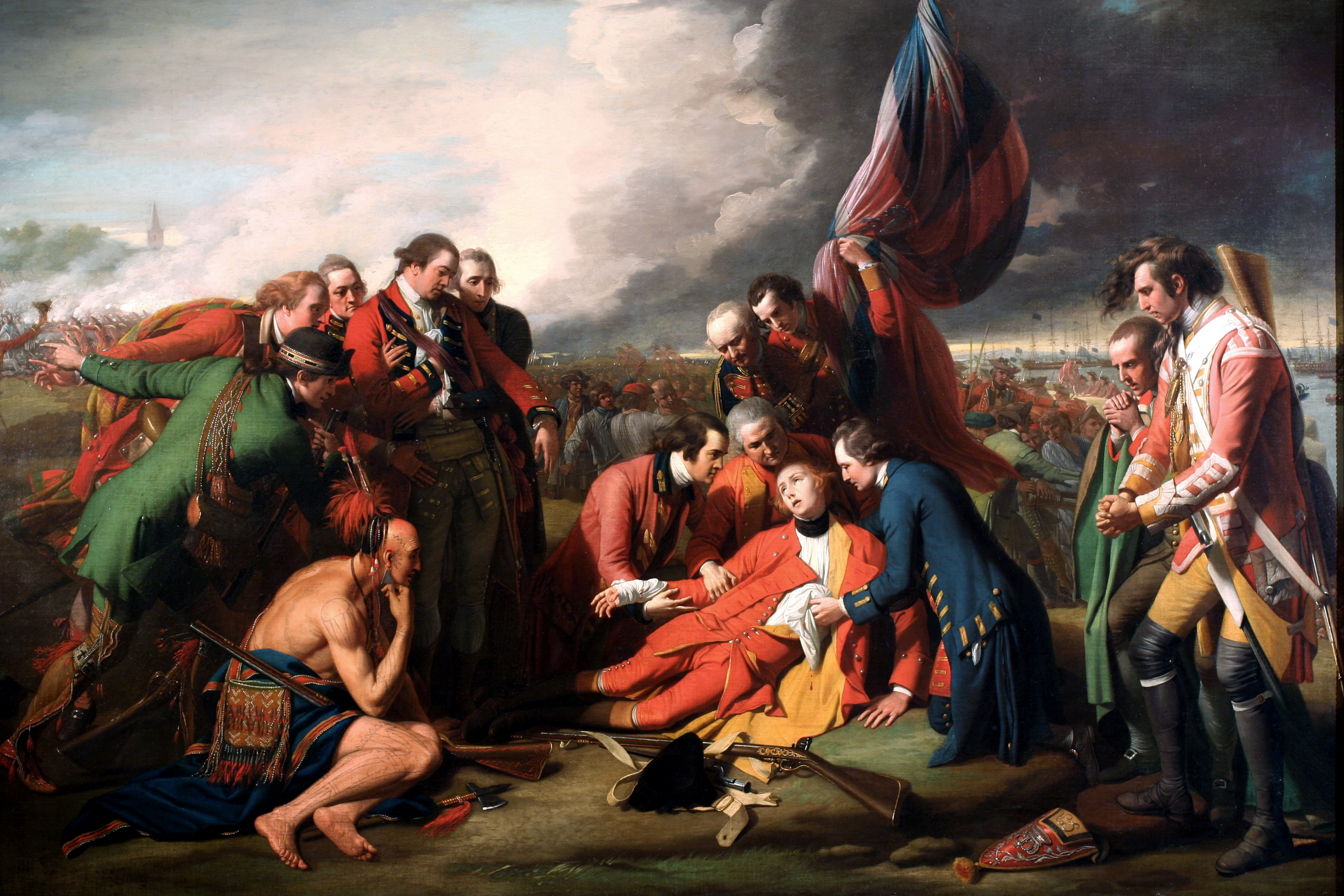
벤저민 웨스트의 작품 "울프 장군의 죽음"은 미국 독립 전쟁 당시 퀘벡시에서 벌어진 아브라함 평원 전투에서 전사한 제임스 울프를 드라마틱하게 표현했다.

1763년 왕실 포고령(Royal Proclamation)은 퍼스트 네이션(First Nation) 조약 권리를 확립하고, 옛 누벨프랑스에서 퀘벡주를 창설했으며, 케이프브레턴섬(Cape Breton Island)을 노바스코샤에 병합했다. 세인트존스 섬(현재의 프린스에드워드섬)은 1769년에 별도의 식민지가 되었다. 퀘벡에서 일어날 지도 모르는 갈등을 피하기 위해, 영국 의회는 1774년 퀘벡법(Quebec Act)을 통과시켜 퀘벡의 영토를 오대호와 오하이오 계곡까지 확장했다. 더 중요한 것은, 퀘벡법이 퀘벡에 특별한 자치권과 자치 행정권을 부여한 시점이, 13개 식민지가 점점 더 영국 통치에 반발하고 있던 시기라는 점이었다. 이 법은 퀘벡에서 프랑스어, 가톨릭 신앙, 그리고 프랑스 민법을 재도입함으로써 13개 식민지와 달리 독립 운동의 성장을 억제했다.  왕실 포고령과 퀘벡법은 13개 식민지 주민들의 분노를 자아냈고, 이는 미국 혁명 이전에 반영국 감정을 더욱 부채질했다.

### 팽창

1867년 이후로 캐나다의 행정 구역 변화를 보여주는 지도

1867년 7월 1일, 영국령 북아메리카 법을 통하여 온타리오, 퀘벡, 노바 스코티아, 뉴브런스윅, 이 4개의 주가 합쳐져 공식적으로 캐나다 자치령(Dominion of Canada)이 설립되었는데, 이를 캐나다 연방(Canadian Confederation)이라고 한다. 각 주는 사법부를 선출하였고 교육과 보건 등에 자치권을 행사했다. 신생 캐나다 정부는 설립 직후 곧바로 루퍼츠랜드를 북서부의 영토로 합쳐 북서부 영토를 설립하였으며, 1870년 7월에 마니토바 주를 새롭게 만들었다. 1866년에 합쳐져 있던 브리티시컬럼비아와 밴쿠버 섬은 1871년에 캐나다 자치령에 포함되었고, 프린스에드워드 섬은 1873년에 캐나다에 가입했다. 1898년에는 금광을 찾아 북서부 지역으로 수많은 백인 광부들이 골드러시를 떠났고, 이에 북서부 지역의 인구가 급증하면서 유콘 준주가 새롭게 만들어졌다. 1871년과 1896년, 캐나다 인구의 4분의 1이 미국으로 일자리를 찾아 남쪽으로 이민을 갔다.
캐나다 정부는 낙후된 서부 지방을 개발하고 유럽인 이주를 장려하기 위하여 3개의 대륙횡단철도 건설을 본격화했다. 당시 철도 건설에 핵심적으로 기여한 이들은 중국에서 온 1만 5천여 명의 이주 노동자들이었는데 이들을 향한 차별은 분리정책과 임금차별 등 이들의 이주 초기부터 철도 완공 후 인두세 부과 등 20세기 중반까지 계속된다. 브리티시 컬럼비아 주정부에 따르면 당시 브리티시 컬럼비아 주에만 투입된 9000명의 인력 중 6500명이 중국 이주노동자들이었는데, 백인 노동자들이 하루 1.5달러에서 2.5달러의 임금을 받으며 식사와 장비를 제공 받을 때 이들은 하루 1달러를 받으며 식사와 장비를 본인들이 사야 했고 폭파와 같은 가장 위험한 작업에 투입되었다. 이런 열악한 환경에서 브리티시 컬럼비아 주에서만 수백 명의 중국 이주노동자들이 건설 노동 중 사고, 추운 겨울, 질병과 영양실조로 사망했다. 2006년 연방정부는 차별적 인두세 정책에 대해 사과했다.
캐나다 정부는 또한 개척자들의 토지 획득을 장려했고 경찰 조직을 신설하여 정부의 통제력을 강화하였다. 이 때 수많은 백인들이 서부 지역으로 건너갔고, 이 때문에 많은 토착 민족들이 거주지를 잃고 강제로 내쫒기거나 ‘보호구역’으로 끌려갔다. 또한 백인 사냥꾼들의 무분별한 사냥으로 한때 미대륙 전역에 있던 아메리카 들소가 멸종당했으며, 이들의 빈자리를 유럽식 소 농장과 밀 농장이 채웠다. 한편 원주민들은 유럽발 전염병, 토지 상실 등의 복합적인 이유로 점차 자취를 감추기 시작했다. 캐나다 정부는 이들이 보호구역으로 옮겨가는 조건으로 인도적 지원을 했다. 이 시기 캐나다 정부는 ‘인디안 법’을 제정하여 이 원주민들을 대상으로 정부 주도 교육을 강화하여 정부의 통제력을 강화하기도 했다.

### 20세기 초
신생 캐나다 정부가 설립되었다고는 했어도, 1867년 영국령 북아메리카법에 따라 영국은 여전히 캐나다의 외교권을 쥐고 있었다. 이 때문에 캐나다는 자동적으로 제1차 세계대전에 참전할 수 밖에 없었다. 캐나다의 자원병들은 곧바로 서부 전선으로 투입되었으며, 비미 리지(Vimi Ridge) 전투 등 여러 싸움에서 중요한 역할을 하였다. 대략 625,000여 명의 군인들이 유럽으로 파병되었으며, 이들 중 6만 명이 전사하였고 172,000 여 명이 부상을 입었다. 이렇게 많은 수의 캐나다인들이 유럽의 전쟁에서 전사하며 캐나다 내에서 회의론이 커지던 중, 친영파 내각이 병사 부족을 근거로 징병령을 추진하자 국민들은 특히 프랑스어권 퀘벡을 중심으로 이에 강하게 반발하기도 하였다. 프랑스계 국민들은 상대적으로 영국계에 비하여 차별을 받고 있었다 느꼈고, 영국에 대한 애국심도 약했기에 참전을 꺼릴 수 밖에 없던 것이다. 한편 1919년에 캐나다는 영국과는 독자적으로 국제 연맹에 가입하였고, 1931년의 웨스터민스터 헌장을 통하여 영국으로부터 독립을 인정받았다.
캐나다는 1930년대 초의 대공황으로 엄청난 경제적 피해를 입었다. 이때 수많은 국민들이 일자리를 잃고 거리로 내몰리자, 정부가 이들을 구제해야 한다는 이념이 40년대와 50년대에 주류로 떠오르며 현대적 ‘복지 국가’의 개념이 대두되었다. 한편 1939년에는 당시 총리였던 윌리엄 라이언 메켄지 킹이 9월 10일에 나치 독일에게 선전포고를 하였고, 이로 인하여 캐나다의 독립 행보가 잠시 주춤하였다.
1939년에는 첫 캐나다 파병대가 영국에 도착하였다. 제2차 세계대전을 통틀어 약 100만 명에 달하는 캐나다인들이 참전하였으며, 대략 42,000여 명이 사망하였고 55,000여 명이 부상을 입었다. 캐나다 군인들은 노르망디 상륙 작전, 노르망디 전투, 이탈리아 침공, 스헬더 전투 등에서 활약을 펼쳤다. 또한 나치 독일군을 피해 피난을 온 네덜란드 왕가에게 망명지를 제공하였으며, 이 때문에 네덜란드의 해방을 도와준 은인국가로 인정받기도 했다. 또한 세계 대전기 동안 캐나다, 영국, 중화민국, 소련 등 참전국들에게 판매할 군수품들을 대량으로 생산하면서 캐나다 경제는 전폭적으로 성장하기도 했다. 비록 1944년에 퀘벡에서 또다시 징병 논란이 불거지기는 하였으나, 전쟁이 끝날 때쯤의 캐나다는 강한 군대와 경제를 갖고 있는 강대국으로 떠올랐다.
태평양 전쟁 중인 1942년 연방정부는 서부 연안에서부터 100마일(약 160km) 이내에 살고 있는 재캐나다 일본인과 일본계 캐나다인 2만 1천여 명(당시 브리티시 컬럼비아 주에 살던 일본계 캐나다인 중 90 퍼센트를 초과)을 감금하고 어떠한 보상도 없이 이들의 재산을 몰수하고 매각했다. 이들은 전시조치법에 의해 구금되었고 제2차세계대전이 끝날 때까지 억류되었다. 이들은 내륙에 있는 수용소로 강제이주 당했는데, 성인 남성들은 가족과 분리되어 도로 건설에 투입되거나 가족과 함께 알버타 주와 매니토바 주에 있는 사탕무 농장으로 이주할 것을 강요받았다. 강제이주를 거부하는 이들은 포로소용소로 보내졌다. 이 조치는 캐나다 군과 캐나다 연방경찰(RCMP)의 일본계 캐나다인들은 캐나다에 위험을 제기하지 않는다는 의견에도 불구하고 이뤄졌다. 일본계 캐나다인의 투표권은 1948년이 되어서야 복권되었다. 1998년 브라이언 멀로니 총리는 캐나다 정부를 대표해 일본계 캐나다인들에게 행해진 잘못을 사과했고 정부는 배상금을 지불하고 전시조치법을 폐지했다.

## 정치
연방 단위 행정은 연방 정부(프랑스어: Gouvernement fédéral, Federal Government), 입법은 연방 의회(프랑스어: Parlement du Canada, Parliament of Canada), 사법은 연방 법원(프랑스어: Cour fédérale, Federal Court)에서 처리하는 3권 분립된 형태를 취하고 있다. 캐나다 연방 정부는 캐나다의 최고 행정 기관으로 연방하원(프랑스어: Chambre des Communes, House of Common), 다수 의석을 차지한 정당이 내각을 구성하며, 내각의 수장은 총리(프랑스어: Premier ministre, Prime Minister)로 연방 하원 내 다수당 대표가 연임하게 된다. 차관급 미만 연방 공무원은 비정치적, 비선출직 공무 분야 전문인으로 구성되어 정치색을 띠지 않는다. 지방자치제가 발달해 각 주에는 주 정부(프랑스어: Gouvernement provincial, Provincial Government)가 총리(프랑스어: Premier ministre, Prime Minister)의 영도 아래에 연방정부 고유 권한인 외교권과 군통수권을 제외한 거의 모든 행정 영역을 관할한다. 주 단위에서도 삼권 분립이 이뤄져 사법부인 주 법원(프랑스어: Cour provinciale, Provincial Court)과 입법부인 주 의회(Legislative Assembly, House of Assembly, National Assembly, 프랑스어: Assemblée législative, Chambre d'assemblée, Assemblée nationale)가 활동하고 있다.
캐나다는 세계에서 가장 민주주의가 발전한 국가들 가운데 하나로, 자유주의, 평등주의, 온건한 정치 이념 등을 바탕으로 가히 타국의 모범이 될 만한 정치 체제를 갖추고 있다는 평가를 듣는다. 자유주의 국가치고는 사회적 정의에도 상당한 가치를 두고 있으며, 그 외에도 평화, 질서, 권리, 인권 등 서구 민주주의의 기본적인 가치들을 중심으로 정치를 이끌어 나가고 있다.
캐나다의 정계는 현재 크게 2개의 중도파로 나누어져 있는데, 중도 좌파 정당이자 현재 여당인 캐나다 자유당(Liberal Party of Canada), 그리고 중도 우파 정당이자 현재 제 1야당인 캐나다 보수당(Conservative Party of Canada)이 있다. 그 외에도 좌파 계열 정당인 신민주당(New Democratic Party) 등이 독자적인 세력을 구축하고 있다. 캐나다 정계에서는 단 한 번도 극우나 극좌 세력이 주도권을 잡은 적이 없으며, 국민들도 대체적으로 사회민주주의적 중도를 선호하며, 온건한 방향의 정당들을 선호하는 편이다. 2019년 총선의 결과로 5개의 정당이 대표를 가진 교섭단체로 의회에 진출하였는데, 이 5개의 정당들 중에서는 현재여당인 캐나다 자유당, 제 1야당인 캐나다 보수당, 좌파 계열 정당인 신민당, 퀘벡 분리주의 정당이자 지역정당인 퀘벡 블록, 환경정당인 녹색당 등이 있다.
캐나다는 영국의 국왕이자 캐나다의 국왕을 최고 국가원수로 하는 의회제도를 가지고 있다. 현재의 국왕은 영국의 찰스 3세로, 그는 캐나다 외에도 15개에 달하는 타 커먼웰스 국가들의 국가원수이기도 하다. 찰스 3세가 여전히 캐나다와 영국의 국가원수를 동시에 겸하고 있다고는 하지만, 캐나다와 영국은 완전히 별개의 국가이며 시스템 제도도 독자적으로 운영한다. 캐나다 국왕은 캐나다 본토에서 자신을 대리할 총독(Governor General)을 임명하며, 이 총독이 총리를 임명하거나 의회를 해산할 수 있고 내각 각료들을 임명하거나 내치는 등 캐나다에서 국왕의 권한을 대신 맡아 수행한다. 다만 실제로 총독이 국민이 뽑은 총리를 내친 경우는 거의 없다. 총독의 권력은 거의 상징적인 것이며, 총리가 단순히 최고 국가원수인 국왕의 권위를 빌어 총독의 명령을 받는 형식을 취하는 것에 불과하다.
캐나다 국왕이 캐나다의 최고 원수이기는 하지만, 거의 대부분의 경우에는 순전히 상징적인 역할을 할 뿐이다. 보통 캐나다의 권력은 국민들에 의하여 선출된 하원과 내각, 그리고 이들에 의하여 선출된 장관들에 의하여 행해지며, 행정수반인 캐나다 총리가 정무를 주로 본다. 국왕에 의하여 임명된 총독은 대부분의 경우 아무 일도 하지 않으나, 극단적인 위기 상황에서는 장관들의 재고도 듣지 않고 독단적으로 명령을 내릴 권한을 가지고 있기에 상당한 권한을 가지고 있다고 볼 수 있다. 총독은 정부의 국정운영을 안정시킬 목적으로 보통 의회에서 의석을 가장 많이 차지한 다수당의 당수에게 총리직을 넘겨주며, 원내 2당의 당수는 공식적으로 야당 대표의 지위를 획득하여 정부가 국정을 제대로 수행하고 있는지 감시하는 역할을 자연스레 맡게 된다.
현재 하원은 338명의 의석으로 이루어져 있으며, 소선거구제에 기반하여 국민들의 총선을 통하여 선출된다. 실질적으로 캐나다의 정치를 이끌어나가는 기관으로, 의회해산이 일어나지 않는다는 조건 하에 총리와 평민원 의원들의 임기는 4년이다. 10년에 한 번씩 인구조사를 시행하여 각 주에 의석을 배분하는 데, 북부 3개의 준주에 최소 1개를 배분해주며 나머지 10개 주에는 원칙적으로 인구 비례에 따라 배분한다. 선거구의 인구 편차는 최대 1:3:7 정도로 나누어진다. 총선은 기본적으로 총리의 제청에 따라 총독의 명령으로 이루어지며, 헌법에 따라 총선이 한 번 치러진 후 최소한 5년 이내에는 또다시 총선이 치러져야만 한다. 다만 캐나다 선거법에 따라서 일반적으로는 4년마다 한 번씩 10월에 총선을 실시한다. 상원은 105명의 의석으로 이루어져 있으며, 이들은 국민들이 뽑지 않으며 총리가 추천하고 총독이 임명한다. 상원 의원들은 주와 준주를 대표하는 위치에 있고, 각 주 별로 의석 수가 정해져 있다. 헌법에서 상원의 정수가 113명을 넘어서는 안된다고 규정하고 있으며, 임기는 따로 없으나 정년은 75세로 규정되어 있다.

### 행정 구역
수도인 오타와에 의회와 총독부가 있다. 캐나다 총독부는 공식적으로 국가 원수인 영국의 국왕 찰스 3세를 대리한다.
캐나다 주는 모두 10개로 다음과 같다:
- 노바스코샤 (주도 핼리팩스)
- 뉴브런즈윅 (주도 프레더릭턴)
- 뉴펀들랜드 래브라도주 (주도 세인트존스)
- 매니토바주 (주도 위니펙)
- 브리티시컬럼비아주 (주도 빅토리아)
- 새스캐추언 주 (주도 리자이나)
- 앨버타주 (주도 에드먼턴)
- 온타리오주 (주도 토론토)
- 퀘벡주 (주도 퀘벡 시)
- 프린스에드워드아일랜드주 (주도 샬럿타운)

준주는 노스웨스트 준주(주도 옐로나이프), 누나붓 준주(주도 이칼루잇), 유콘 준주(주도 화이트호스)가 있다.

### 외교
캐나다의 국력은 약 중견국 정도로 평가받으며, 보통 국제 갈등 상황에서 다자주의적 관점을 견지하는 것으로 유명하다.
캐나다의 외교 기조는 주로 국제 평화 유지에 치중되어 있으며, 국제 연합 등 국제기구들을 통하여 갈등을 해결하는 쪽으로, 웬만한 경우에는 군사력으로 충돌하는 경우는 거의 없다. 캐나다는 약 20세기부터 전세계에서 평화유지 업무를 맡아왔으며, 해외에서 일어나는 전쟁, 내전 등에 나름대로 활발히 참여해왔으며 현재에도 참여하고 있다. 캐나다 외교부에서는 2018년에 해외정책 기본 기조 보고서를 발표하기도 했는데, 이 정책에는 단순히 특정 국가의 번영이 아닌, 전세계인들의 공영과 복지가 포함되어 있는 밀레니엄 개발목표 등이 반영되어 있다는 것도 캐나다 외교의 기본적인 골조를 보여준다.
캐나다는 UN의 창립 회원국이자, 세계무역기구의 회원국이며 G20, OECD의 회원국이기도 하다. 또한 여러 국제기구와 헌장에도 참여하고 있는데, 1976년에는 시민적 및 정치적 권리에 관한 국제규약에 조인하였으며 1990년에는 미주기구(OAS)에 가입하였다. 2000년에는 OAS 정상회담을 열었으며 2001년에는 3회 아메리카 정상회담을 개최하기도 하였다. 또한 환태평양 경제권을 중심으로 경제적 영향력을 확장하기 위하여 환태평양경제동반자협정에 가입하기도 하였다.
캐나다는 미국과 유난히 각별한 관계를 유지하고 있는데, 세계에서 가장 긴 길이의 국경을 마주하고 있음에도 불구하고 국경에 군대를 배치하거나 초소를 설치하지 않고 있으며, 미국과 여러 군사 캠페인들과 합동훈련들을 벌이며 관계를 유지하고 있다. 미국과 캐나다는 서로에게 최대 교역국이기도 하며, 경제적으로도 뗄 수 없을 정도로 서로에게 종속되어 있다. 그렇다고 하여 캐나다가 미국과 완전히 궤를 같이 하는 것이 아니기에, 미국과 적대적인 국가들 중 하나인 쿠바와도 여전히 외교 관계를 유지하고 있으며 2003년에 이라크 전쟁에도 참여하지 않았다. 캐나다는 미국 외에도 역사적으로 영국과 프랑스와도 관련이 깊은 나라였기 때문에, 구 영국 식민지들의 모임인 커먼웰스와 프랑스어 국가들의 모임인 프랑코포니에도 동시에 참여하고 있다. 또한 2차 세계대전 당시 네덜란드를 나치 치하에서 해방시키는 데에 큰 공을 세운 역사 덕분에 현재까지도 네덜란드와도 원만한 관계를 유지하고 있다.

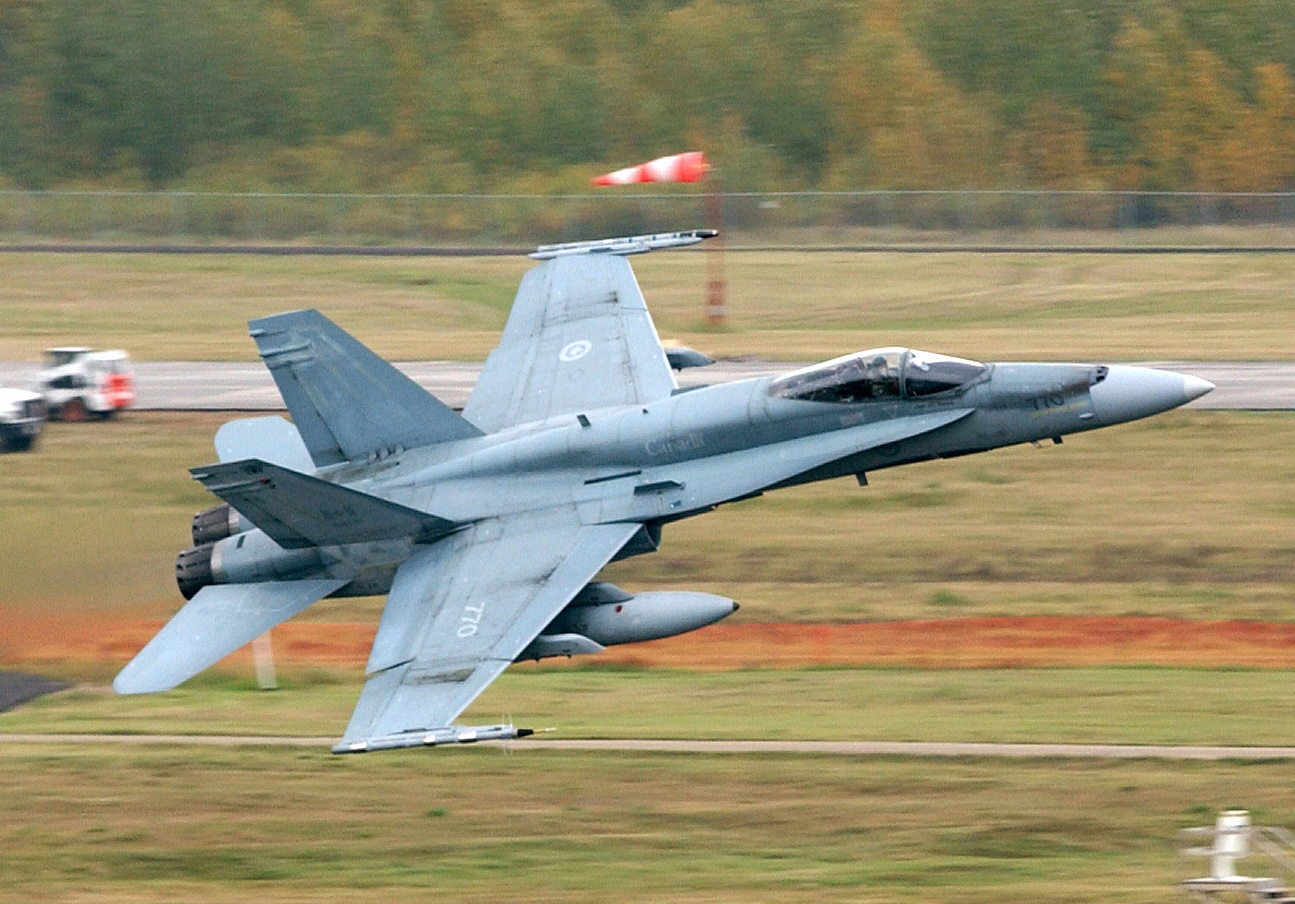
캐나다 CF-18의 이륙 모습

### 국방
캐나다는 한때 영국의 식민지였고, 꽤나 긴 기간 동안 영국에게 외교권을 종속당하고 있었기에 영국의 뜻에 따라 2차 보어 전쟁과 1차 세계대전, 그리고 2차 세계대전에서 영국의 편에서 싸웠다. 이때 자국민들과의 뜻에 반하여 자신들과 관련 없는 전쟁에 연이어 참전한 경험 탓에, 캐나다는 지금까지도 최대한 군사력을 활용하지 않고 외교적으로 갈등을 풀어나가려는 태도를 보이고 있다. 다만 냉전기에는 한국 전쟁에서 UN군의 일원으로 공산군과 맞서 싸웠으며, 소련의 잠재적 공습을 대비하기 위하여 NORAD를 창설하여 미국과 함께 항공을 공동 방위하는 호전적인 모습을 보이기도 하였다.
1956년의 제2차 중동 전쟁 당시, 후에 캐나다의 총리에 오르게 되는 레스터 B. 피어슨은 갈등을 완화시키기 위하여 국제평화유지군의 개념을 처음으로 제안하였고, 그는 이후 이 공로를 인정받아 1957년에 노벨 평화상을 수상하기도 했다. UN의 국제평화유지군은 이 때 처음으로 활약을 펼쳤고, 피어슨이 아니었다면 평화유지군의 개념 자체가 없었을 것이기에 피어슨은 보통 국제평화유지군의 입안자로 평가받는다. 캐나다는 그때 이후로 세계평화유지 임무에 여러 차례 참가하여, 최소 50여 차례에 달하는 임무에 참가하였으며 1989년까지는 UN에서 주도하는 모든 평화유지 프로젝트에 참가하기도 했다. 이후에도 르완다, 유고슬라비아 등 여러 분쟁지역에 군대를 주둔하며 국제평화에 일조하였다. 다만 1993년의 소말리아 등지에서 캐나다 군인들이 대거 사망하는 사건이 일어나자, 이렇게 적극적으로 해외에 자국 군인들을 파병하는 것에 대한 회의론이 발생하기도 하였다.
2001년에는 미국군과 함께 아프가니스탄에 군대를 파병하여 UN의 인정을 받고 NATO가 주도하는 국제안보지원군의 일원으로 참전하였다. 2007년 2월에는 캐나다, 이탈리아, 영국, 노르웨이, 러시아 등이 개발도상국과 최빈국들을 위하여 거금을 들여 백신개발을 지원하겠다는 발표도 한 바 있다. 2007년 8월에는 1925년 이래 자국령이라 여겨오던 북극 내 캐나다령 영토가 러시아의 잠수함 프로젝트로 인하여 침범당한 적도 있다. 2020년 9월에는 세계를 강타한 코로나 19 사태에 대응하기 위하여 국제 공동 백신 배분 프로젝트인 코벡스에 참여하였고, 모든 회원국들과 특히 개발도상국들에게 최대한 공평한 백신 배분이 이루어지도록 할 수 있게 노력하였다.
캐나다는 기본적으로 모병제를 채택하고 있으며, 약 68,000여 명의 현역 군인들을 보유하고 있으며 27,000명의 예비군이 있다. 캐나다 군대는 크게 육군, 해군, 공군으로 나누어진다. 2013년에 캐나다의 국방비 지출은 약 190억 캐나다 달러 정도로, 캐나다 전체 GDP의 1% 정도에 머물렀다. 다만 캐나다 정부 측에서 발표한 2016년 국방백서에는 이후 10년 동안 국방비를 약 70%가량 증강하겠다고 밝혔다. 이로 인하여 캐나다 군대는 약 88기의 전투기와, 15척의 상륙함을 추가적으로 도입할 예정이라고 한다. 캐나다의 총 국방비 지출은 2027년 경에 이르면 약 327억 캐나다 달러에 달할 것으로 추정된다. 현재 캐나다는 3,000명이 넘는 군인들을 해외에 파병하였으며, 가장 대표적으로 이라크, 우크라이나, 캐리비안 해 등에서 활동하고 있다.

## 자연 환경

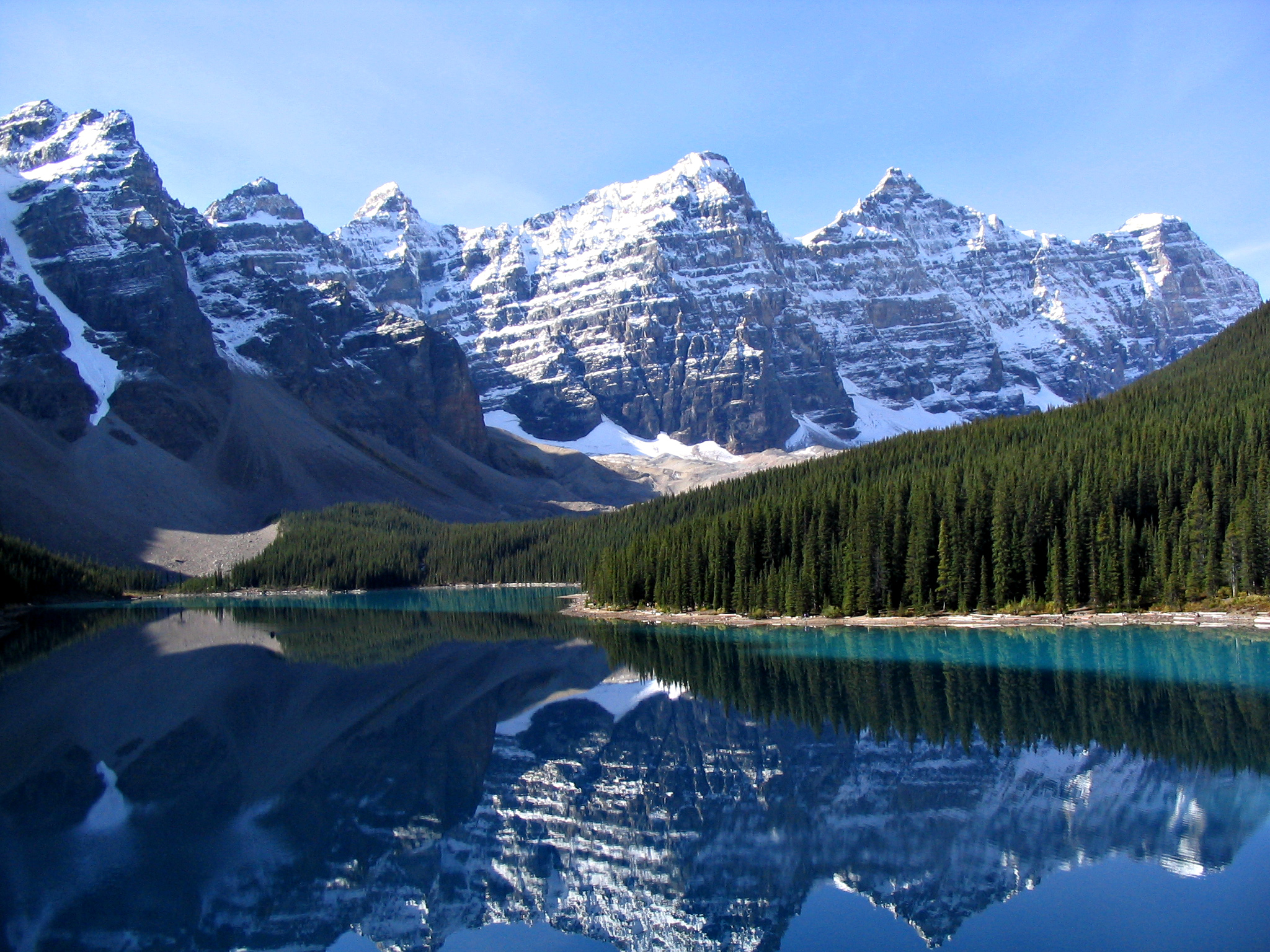
로키 산맥의 정경

### 자연
캐나다는 유럽 전체보다 땅이 넓어서 러시아 다음으로 큰 나라이다. 그러나 국토의 북쪽 절반은 메마른 툰드라 지대이고, 실제로 사람이 활동하는 지역은 동서 약 6,000km에 걸쳐 뻗쳐 있으며, 미국과의 국경에서 200∼300km 사이에 있는 지대에 한정된다. 약 200만 개의 호수가 있다. 캐나다는 여섯 지형구로 나뉜다. 먼저 동부 대서양 연안의 애팔래치아산계, 서부 태평양 연안의 코르딜레라 산계, 국토의 중앙의 북쪽에서 허드슨만이 파고들어 이루어진 허드슨만 저지, 이것을 둘러싸고 국토의 절반을 차지하는 캐나다 순상지, 동쪽의 세인트로렌스강 연안 저지, 서쪽의 내륙평원인 프레이리 등이다. 이들 대지형의 배열은 대규모의 지각 변동에 따라 형성되어 제각기 다른 지형을 구성하였으나, 캐나다 모든 곳에서 볼 수 있는 빙하의 영향을 받은 점이 전체적으로 공통된 점이다. 또한 나무가 우거진 곳이 많다.
캐나다는 15개의 육상생태권과 5개의 해상생태권으로 나누어진다. 이 생태권들에는 약 8만 개가 넘는 캐나다 고유 야생종들이 살아가고 있으며, 이와 비슷하거나 더 많은 수의 야생종들이 아직까지 발견되지 않았다고 전한다. 캐나다 정부 차원에서 타국에 비하여 생태계 보전에 더 많은 노력을 기울이고 있음에도 불구하고, 아무래도 인간 활동으로 인하여 자연이 훼손되는 것을 완벽하게 막을 수는 없다보니 약 800여 종의 동물들이 멸종 위기에 놓여 있으며 더 많은 종들이 위험 위기에 처해있다. 현재 캐나다 국토의 절반 넘게가 아직까지 사람의 손을 타지 않은 처녀지이며, 각종 환경 규제를 통하여 그 자연환경을 보호받고 있다. 캐나다의 타이가 숲은 그 규모가 약 300만 제곱킬로미터가 넘어가며 도로, 도시, 공장 따위 로 더럽혀지지 않은 세계에서 가장 거대한 규모의 처녀림으로 평가받기도 한다. 캐나다의 전체 국토 가운데 약 35% 정도가 숲으로 덮여있으며, 덕분에 전세계 숲 면적의 9%를 캐나다가 차지하고 있다.
캐나다 정부는 전 국토의 약 12.1%를 자연보호구역으로 지정해놓았으며, 이 외에도 국토의 11.4%에 달하는 면적을 또다시 개발제한구역으로 묶어 놓았다. 호수나 강들의 경우에도 전체의 13.8%가 자연보호구역이며 8.9%가 개발제한구역이다. 캐나다의 첫 국립공원인 밴프 국립공원은 1885년에 설립되었는데, 그 면적이 약 6,641 제곱킬로미터가 넘어가며 얼음 벌판, 만년빙, 빽빽한 타이가 숲 등이 풍부하여 전세계적인 주목을 받고 있는 아름다운 국립공원들 중 하나이다. 캐나다의 슈퍼리어호 국립 해상 보호구역은 그 면적이 1만 제곱킬로미터가 넘어 세계에서 가장 거대한 담수호 보호구역이기도 하다. 캐나다에서 가장 거대한 야생보호구역은 스콧 섬 해상국립 야생구역으로, 면적이 11,570 제곱킬로미터가 넘어가며 캐나다는 약 18개에 달하는 유네스코 생태보존구역을 가지고 있기도 하다.

### 지리
캐나다는 해수면 면적을 포함하면 러시아의 뒤를 이어 세계에서 2번째로 거대한 규모의 국토를 가진 영토 대국이다. 그러나 워낙 많은 내륙의 담수호들 탓에 세계에서 가장 넓은 면적의 내수면 비율을 가지고 있기에, 순수한 육지 면적만 따지면 세계에서 4번째로 거대한 국토를 가지고 있다. 캐나다의 영토는 동쪽으로는 대서양, 북쪽으로는 북극해, 서쪽으로는 태평양에 접해 있으며, 전체 면적은 약 9,984,670 제곱킬로미터에 이른다. 이같이 넓은 국토 덕에 해안선도 세계 최대 규모로, 약 243,042km에 이른다고 한다. 또한 미국과는 8,891km에 이르는, 세계에서 가장 긴 육상 국경을 접하고 있으며 북동쪽으로 그린란드와 해상 경계를, 동남쪽으로는 프랑스의 해외영토들과 해상 경계를 가지고 있다. 캐나다는 세계 최북단에 위치한 거주지이자 군사기지인 얼러트가 위치한 국가이기도 하다. 얼러트는 얼즈미어 섬의 북쪽 끝에 위치한 군사기지로, 북극점에서 약 817km 밖에 떨어져 있지 않으며 워낙 추운 날씨 탓에 약 72명 정도만이 겨우 거주하고 있다.
캐나다의 지리환경은 매우 복합적인데, 냉대 타이가 숲이 국토 전역에 걸쳐 넓게 퍼져 있으며 북극해와 인접한 지방들과 로키 산맥 근처에는 영구적인 만년빙들이 쌓여 있다. 또한 상대적으로 평평한 편인 남서부 지방의 캐나다 평원에서는 기후가 상대적으로 온난하여, 주로 대규모 농업이 이루어지고는 한다. 거대한 담수호들에서 물이 흘러나와 세인트로렌스 강으로 흘러들어가며, 이 강이 캐나다 경제권의 대부분을 차지하는 저지대 지방을 건너 대서양으로 향하게 된다. 캐나다는 약 200만 개가 넘는 담수호들을 가지고 있으며, 이 중 563개가 면적이 100 제곱킬로미터가 넘어간다. 그 외에도 로키 산맥, 해안가 산맥, 북극 인접 지방들에도 녹지 않는 빙하들이 존재한다. 캐나다는 상대적으로 지진이 활발한 편으로, 지진과 화산활동이 현재까지도 왕성하게 일어나고 있으며 아직도 많은 휴화산들이 있다.

캐나다의 기후도

### 기후
캐나다의 기후를 결정하는 인자(因子)는 대륙에서의 캐나다의 위치와 대지형(大地形)과의 관계이다. 태평양 연안에는 해안산맥이 뻗어 있어 서쪽에서 동쪽으로 흐르는 대기의 흐름을 가로막고 있으므로, 습하고 따뜻한 태평양의 기단은 내륙으로 진출하지 못한다. 내륙 평원은 지형적으로 회랑(回廊)을 이루어, 겨울에는 북극지방의 찬 공기가 남하하고, 여름에는 열대성의 기단이 북상한다. 한편, 동부의 대서양 연안에서는 대기가 내륙부로부터 계속 흘러오므로 바다의 영향이 적으며, 같은 위도인 유럽에 비하면 겨울에는 추위가 심하다.
서쪽(브리티시컬럼비아주 등)은 온난하여 관광객들이 많이 찾고 있으나, 겨울에는 비가 많이 온다. 동쪽(온타리오주, 퀘벡주, 매니토바주 등)은 여름은 덥고 습하며, 겨울은 추운 기후로 사계절이 뚜렷하지만 봄과 가을이 약간 짧은 편이다. 여름에는 장마가 없으나 서부 밴쿠버 지역은 겨울에 강수량이 높아 '겨울 장마'라 불릴 정도다. 여름철은 캐나다 여러 지역이 매우 기온이 높은 편이나 기온이 섭씨 30도를 넘는 날에도 습도가 낮기 때문에 쾌적한 생활을 할 수 있다. 참고로 리자이나는 체감 온도가 50도 가까이 된 적도 있다. 북부의 옐로나이프와 화이트호스는 겨울이 매우 춥고 여름이 쾌적하다. 겨울이 길고 대도시라도 기온이 섭씨로 영하 20도 이하로 떨어지는 날도 있다. 북부는 너무 추워 겨울이면 오후 2시만 되어도 일몰하고 남부라도 오전 8시 이후에 일출하는 날도 있다. 캐나다는 11월에 겨울이 시작되어 한국보다 일찍 겨울이 찾아오며, 반 년이나 지속되어 다음 해 4월에야 겨울이 끝난다.

## 경제
캐나다는 지리 위치상(접하고 있으므로) 미국의 경제에 상당히 의존하는 편으로 미국과 많은 교역을 하고 있다. 세계 10위권 경제규모이며 나라 면적이 세계 2위인 캐나다는 각 주마다 특성을 이용한 산업이 활발한 편으로, 각 주마다 주요 산업이 다르다. 특히 2007년 시점에서는 앨버타주의 오일 샌드에서 원유가 채굴되고 있기 때문에 거대한 매장량을 지닌 산유국이기도 하다.

### 산업
캐나다의 주요 산업은 항공 산업, 우주 산업, 자동차 부품 제조, 제지, 철강, 기계 ·기기, 에너지 산업, 광업, 화석연료 채굴, 임산, 농업, 어업, 관광업, 영화 산업, 멀티미디어 산업, 하이테크 산업, 컴퓨터 산업, 소프트웨어 제작, 게임 제작, CG, 애니메이션이다.
임업과 그 관련 사업은 캐나다 경제에서 차지하는 지위가 높으며, 전수출액의 3할 가까이를 제공하고 있다. 그중에서도 펄프, 제지업은 생산액, 취업자수, 수출액에 있어서 캐나다 최대의 산업이며, 신문 용지는 세계 수용의 1/2을 공급하고 있다.
수산업은 캐나다 최초의 산업이며, 새우, 대구를 중심으로 하는 대서양 연안에서는 청어, 정어리 등을 중심으로 35%를 차지하며, 오대호에서는 10%에 불과하다.
광업은 2차 세계대전 이후 급속히 발전한 산업으로서, 특히 서드베리 부근의 니켈, 퀘벡주 남부의 석면(石綿)은 독점적인 지위에 있다. 그 밖에 백금, 금, 우라늄, 은, 구리, 아연 등 세계 유수의 광산물 수출국이다. 또 수력 발전은 미국 다음 가는 세계 제2위의 발전 능력을 지니며, 보크사이트를 수입하여 정련하는 알루미늄 생산국이기도 하다. 금속 자원의 경우 우라늄(1만 톤, 1위, 세계 시장 점유율 29.2%), 염화 칼륨(820만 톤, 1위, 세계 시장 점유율 30.9%), 유황(903만 톤, 2위), 철광석(1980만 톤, 3위), 은(1309톤, 3위), 텅스텐(2750톤, 3위), 니켈(16만 톤, 3위), 아연(100만 톤, 4위), 코발트(4304톤, 5위), 염화 나트륨(1335만 톤, 5위), 납(15만 톤, 5위), 금(141톤, 7위), 안티몬(143톤, 8위), 구리(56만 톤, 8위)을 가지고 있다. 이 외에도 마그네슘, 인 등도 채굴되고 있다.
캐나다는 광물 자원을 타고나서 세계 10위에 들어가는 광물이 17종류가 있다. 이하 수치는 2003년 시점의 통계 데이터에 근거한 것이다. 유기 광물 자원은 천연가스(6565천조 줄, 3위), 연료가 되는 갈탄(3695만 톤, 9위)외에 석탄(2954만 톤)과 원유(9111만 톤)의 산출량을 가지고 있다. 다이아몬드의 산출량도 1120만 캐럿에 이르러 세계 제6위이다. 주로 보유한 천연자원으로는 천연가스, 석유, 석탄, 금, 은, 구리, 다이아몬드, 철광석, 니켈, 우라늄, 아연 등이 있다. 석유(오일샌드 포함)는 세계 2위의 부존량을 자랑한다. 그러나, 캐나다는 대량으로 원유를 수입한다. 중동뿐 아니라 베네수엘라와 북해에서도 들여온다. 2006년 기준 하루 평균 270만 배럴의 원유를 생산했고 85만 배럴을 수입했다. 캐나다의 원유 조달 구조가 이처럼 기이한 것은 이 나라 원유 자원의 자연적 특징 때문이다. 원유는 보통 지하의 유정(油井)에서 뽑아내는 방식으로 생산되지만, 이 나라 원유는 오일샌드(oil sand) 형태로 부존하기 때문에 생산 방식이 전혀 다르다.
캐나다의 농업은 취업 인구의 3.4%(1999년)로 농업 인구는 감소하고 있으나 노동생산성은 급속히 상승하고 있다. 곡류, 감자 등의 농산물 중에서도, 평원의 3주에서 생산되는 경질(硬質) 밀은 단백질의 함유량도 많아 질이 좋으며, 생산량의 3분의 2를 수출하고 있다. 밀 총생산량은 25,261,400톤(2011년, 세계 7위, 3.59%)이다. 또한 낙농과 가축 사육도 왕성하다. 온타리오주와 브리티시컬럼비아주에서는 온실(green house) 농업이 발전하는 추세에 있다.

### 무역
2018년 기준으로 캐나다의 주요 수출국은 미국(75.85%), 중국(4.32%), 영국(3.24%), 일본(2.17%), 멕시코(1.44%)이다. 주요 수입 상대국은 미국(51.33%), 중국(12.64%), 멕시코(6.33%), 독일(3.20%), 일본(3.12%)로 주요 수출입 상대국은 전 세계적으로 분포되어 있다. 2017년 기준으로 총수출액은 420,632백만 달러, 총수입액은 432,405백만 달러이다. 주요 수출 품목은 석유(54,037,754백만 달러), 자동차(16,216,430백만 달러), 금 광석(13,112,868백만 달러), 석유 등(11,337,522백만 달러)이다. 주요 수입 품목은 자동차(24,734,528백만 달러), 석유(12,768,537백만 달러), 석유 등(12,297,755백만 달러), 트럭(10,646,055백만 달러)이다.

### 교통
캐나다는 넓은 땅이 지형적으로 군데군데 끊겨 있고, 3,000만에 가까운 인구가 미국과의 국경과 가까운 남부 (북위 49~50도 사이)에 몰려있는 실정으로, 교통망도 이러한 토대 아래 형성되었다. 현재의 주 교통망은 1885년에 개통한 대륙 횡단철도에서 파생한 철도망, 넓은 국토를 덮는 항공망, 각 가정에 보급된 자동차와 거주지역을 연결하는 고속도로망, 오대호로부터 센트로렌스 물길을 거쳐 대서양에 이르는 선박수송에서 석유, 가스의 파이프라인에 이르기까지 모든 교통 수단이 이용되고 있다. 1962년에 개통된 길이 8,000km에 이르는 캐나다 횡단 고속도로의 구실도 매우 크다. 국토가 너무 넓어 토론토에서 밴쿠버까지 차로는 시속 100km의 속도 기준으로 한번도 쉬지 않고 운전을 할 경우에 약 45시간 걸리기 때문에 미국과 같이 도시와 도시를 잇는 주요 교통 수단은 항공기이다. 캐나다는 에어 캐나다와 웨스트제트 등의 항공사를 운영하고 있으며 대한민국과는 대한항공과 에어 캐나다 2개의 항공사가 연결하고 있다.

## 사회

### 국민

#### 인구

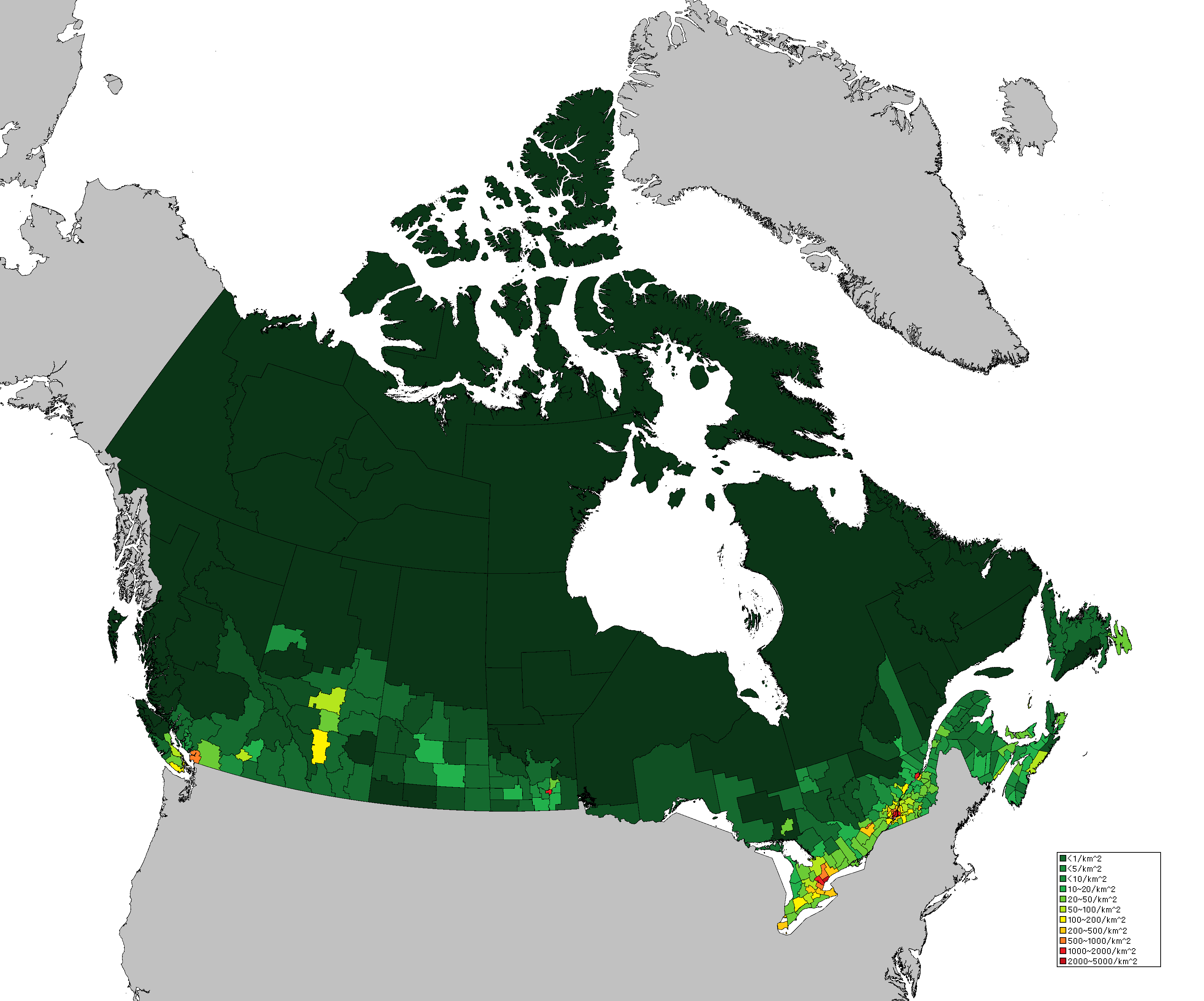
캐나다의 인구밀도

캐나다의 총 인구는 2015년 기준으로 35,939,927명이다. 인구 증가율은 1.04%(2010~2015년)로 1955년부터 점점 증가하고있다. 인구밀도는 4.0명/km2이며 세계 평균인 56.5명/km2와 비교해 볼 때 매우 낮은 수준이며 전체 인구의 81.8%(2015년)가 도시에 거주하고 있다. 중위연령은 40.6세이며 2015년 노인인구비율이 16.14로 고령화 사회이다.
2016년에 시행된 캐나다 인구조사에 의하면, 당시 캐나다의 인구는 35,151,728명으로, 2011년과 비교하여 약 5% 정도의 증가폭을 보였다고 한다. 2011년과 2016년 5월 사이에 캐나다의 인구는 약 170만 명 정도 증가하였는데, 이 증가분 중 약 3분의 2가 전세계에서 몰려온 이민자들 덕분이라고 하였다. 1990년과 2008년 사이에 캐나다는 전세계의 이민자들을 수용하면서 약 560만 명 정도 증가하였는데, 전체적으로 보면 약 20.4% 정도나 불어난 수이다. 현재도 캐나다 인구 증가의 주요 원동력은 이민을 통한 인구 증가로, 캐나다 내 출산으로 인한 인구 증가 효과는 이민에 비해서는 미미하다.
캐나다는 1인당 이민률이 가장 높은 축에 끼는 국가들 중 하나로, 국가 측에서도 이를 장려하고 있으며 가족 단위의 이주를 장려하여 더욱 많은 수의 이민자들이 오게 하고 있다. 캐나다의 국민들과 기존 정당들 대다수들도 현재의 이민 제도를 긍정적으로 생각하고 있다고 한다. 2019년 기준으로 1년에 약 341,180명의 이민자들이 캐나다로 유입하였으며, 이들 중 대부분이 아시아에서 온 이민자들이었다. 새로 이민을 온 사람들은 주로 토론토, 몬트리얼, 밴쿠버와 같은 도시권 지대에 정착하는 것으로 알려졌다. 캐나다는 단순 이민자들 외에도 난민들도 많이 수용하는데, 전체 연간 세계 난민들 가운데 10% 넘게를 수용하고는 한다. 특히 2018년의 경우에는 28,000여 명에 달하는 난민들을 받아들였다.
다만 이토록 이민과 난민들을 많이 받아들임에도 불구하고, 캐나다의 인구밀도는 1제곱킬로미터당 약 3.7명으로 세계 최하위 수준이다. 캐나다의 국토는 북위 41도부터 북위 83도까지 걸쳐 있는데, 이와중에 약 95%의 인구가 모두 북위 55도 아래에 모여 살고 있는 것이다. 또한 전체 인구의 5분의 4에 달하는 사람들이 미국 국경과 150km 정도밖에 떨어지지 않은 곳에 살고 있다. 캐나다에서 가장 인구가 밀집되어 약 50%에 달하는 국민들이 살고 있는 지역은 남부 퀘벡과 남부 온타리오 지역으로, 세인트로렌스강과 담수호들이 있는 지역이다. 나머지 30% 정도는 브리티시컬럼비아 지역의 저지대나 알베르타 등에 모여 살고 있다.
캐나다인들의 약 67.7%는 가정을 꾸리고 살아가고 있고, 28.2%는 홀로 살아가고 있으며 4.1% 정도만이 가족이 아닌 사람과 살고 있다고 답했다. 6.3%의 가정만이 다세대 가정이며 20세와 34세 사이의 청년들 중 34.7%가 부모와 함께 살고 있다고 전했다. 69%의 가정이 자신의 집을 소유하고 있으며, 이들 중 58.6%가 담보대출을 끼고 저택을 구매했다고 한다.

#### 민족
캐나다는 다양한 민족으로 구성되어 있다. 2001년 인구 조사에 따르면, 10만 명 이상인 민족만 해도 34개 민족이 있다. 캐나다인의 다수인 백인은(2016년 기준 73%) 제1차 세계 대전 이전까지 이민 온 유럽(잉글랜드 18.3%, 프랑스 13.6%, 스코틀랜드 13.9%, 아일랜드 13.4%, 독일 9.6%, 이탈리아 4.6%) 출신의 백인의 자손이다. 아시아계 캐나다인은 전체 인구의 14.5%이며, 온타리오주 남부와 밴쿠버 지역에 집중되어 있으며, 원주민은 전체 인구의 3.3%이다. 흑인은 전체 인구의 2.88%를 차지하는데, 서인도 제도에서 온 이민들이 대부분이다. 영어를 쓰는 섬나라들에서 온 이민들은 주로 토론토 지역에, 프랑스어를 쓰는 아이티 이민들은 주로 몬트리올 지역에 정착하였다.
미국과는 달리 심한 인디언 박해는 없었으며 1982년의 헌법은 캐나다의 원주민 세 집단(인디언, 이누이트, 메티스)을 인정한다. 법 제정 당시에는 '인디언(Indians)'이라는 명칭을 썼지만, 현재는 선주민을 의미하는 '퍼스트 네이션(First Nations)'이라는 명칭을 사용한다. 이들 원주민은 2001년 인구 조사에서 전체 인구의 3.3%인 976,305명이 집계되었는데, 그 가운데 62%가 퍼스트네이션, 30%가 메티스, 5%가 이누이트이다.

### 종교
| 종교구성 (캐나다) | 종교구성 (캐나다) | 종교구성 (캐나다) | 종교구성 (캐나다) | 종교구성 (캐나다) |
| ----------------- | ----------------- | ----------------- | ----------------- | ----------------- |
|                   |                   |                   |                   |                   |
| 로마 가톨릭       | 로마 가톨릭       |                   | 38.7%             | 38.7%             |
| 개신교            | 개신교            |                   | 27%               | 27%               |
| 이슬람교          | 이슬람교          |                   | 3.2%              | 3.2%              |
| 힌두교            | 힌두교            |                   | 1.5%              | 1.5%              |
| 무종교            | 무종교            |                   | 23.9%             | 23.9%             |

캐나다는 종교적으로도 매우 다원적인 국가들 중 하나로, 세계 각국에서 몰려온 이민자들 덕택에 수많은 종교들이 서로 공존하고 있다. 캐나다에는 국교가 없으며, 정부 차원에서도 종교적 다원주의를 정책으로 채택하고 있다. 헌법에는 종교의 자유가 명시되어 있으며, 그 어떠한 힘으로도 개인이 특정 종교로 개종하거나 개종하지 못하도록 할 수도 없다. 영국 식민지 시절, 백인들이 사회를 주도하던 시절에는 로마 가톨릭과 개신교 등이 사회적 우위를 점하고 있었으나, 이후 아시아계, 아프리카계 이민자들이 사회 주류로 통합되기 시작하자 기독교가 점차 힘을 잃고 세속적인 경향을 두드러지게 나타나기 시작하였다. 이 때문에 현대 캐나다인 대다수는 종교가 일상에 별로 중요하지 않다고 여기는 성향이 강하나, 여전히 대부분이 신의 존재를 믿는다고 답했다.
2011년 종교 분포 조사에 의하면, 캐나다인들 가운데 약 67.3%가 스스로를 기독교인이라고 밝혔다. 이들 중 로마 가톨릭이 가장 수가 많고, 전체 인구의 38.7% 정도를 차지하고 있다. 나머지 기독교 인구의 대다수는 개신교이며, 전체 캐나다인의 27% 정도를 차지하고 있다. 가장 규모가 큰 개신교 단체는 캐나다 연합교회로, 전체 캐나다인의 6.1%가 이 교회에 소속되어 있다. 또한 그 뒤를 캐나다 성공회 교회(anglican church of canada), 그 외 여러 복음주의 교회들이 잇는다. 1960년대 이후부터는 세속주의가 강해졌고, 2011년에는 전체의 23.9%에 달하는 국민들이 종교가 없다고 밝혔으며 2001년의 16.5%와 비교했을 때 꽤나 큰 증가세를 보였다. 기독교를 제외하고 가장 거대한 종교는 이슬람교로, 캐나다 인구 전체의 3.2%가 무슬림이다. 또한 이민자 유입에 힘입어 가장 빠르게 세를 확장하는 종교이기도 하다. 캐나다 전체 인구의 1.5%는 힌두교도이며 1.4%는 시크교도이다.

### 언어
캐나다의 공용어는 영어와 프랑스어이다. 2007년 12월 4일 발표한 2006년 인구 조사에 따르면 모어는 영어 57.8%, 프랑스어 22.1%, 가정어로 영어는 67.55%, 프랑스어는 21.70%, 인지도를 보면 영어 85.08%, 프랑스어 30.70%로 나타났다. 캐나다는 1969년 7월 7일 공용어법(Official Languages Act)을 통해 프랑스어의 지위가 연방 정부를 통틀어 영어의 지위와 맞먹게 되었고 프랑스어를 모어로 하고 있는 인구는 약 600만 명이다. 그리하여 캐나다가 이중 언어 다문화주의 국가로 스스로 재정의하게 되는 움직임이 시작되었다. 영어와 프랑스어는 연방 법원과 의회, 모든 연방 기구에서 동일한 지위를 갖는다. 캐나다인의 98%가 영어나 프랑스어 가운데 적어도 하나는 구사한다. 캐나다의 모든 고등학교에서는 영어가 필수 이수 과목이고, 제2외국어로는 프랑스어, 스페인어, 중국어, 일본어, 한국어 등의 언어가 개설되어 있다. 프랑스어는 퀘벡주 전체를 비롯하여 뉴브런즈윅주, 온타리오주의 동부와 북부, 새스캐추언 주, 노바스코샤주 남쪽 해안과 북쪽 섬, 프린스애드워드아일랜드 주 서남쪽 해안, 매니토바주 남부 등 여러 군데에 흩어진 지역에서 쓰인다. 프랑스어를 제1언어로 사용하는 캐나다인 가운데 85%가 퀘벡주에 거주한다. 노스웨스트 준주에서는 여러 원주민 언어들이 공식 지위를 가진다. 누나붓 준주에서는 이누이트어가 다수 언어로 공식 지위를 가진다. 누나붓 준주의 초등학교에서는 6학년까지 영어 대신 이누이트어를 가르친다. 또 2006년 국세조사에 따르면 영어와 프랑스어가 아닌 언어를 구사하는 사람들이 6,147,840(20.1%)나 차지했다. 그중에서 여러 개의 중국어(1,034,090), 이탈리아어(476,905명), 독일어(466,650명), 펀자브어(382,585명), 스페인어(362,120명), 아랍어(286,785명), 타갈로그어(260,440명)등이 포함된다. 캐나다는 영연방의 주요 구성원이자, 프랑스어 사용국 기구(프랑코포니)의 정회원이다.
캐나다인들은 다양한 언어를 사용한다. 공식 언어는 영어와 프랑스어로, 캐나다 전체 국민의 56%와 21%가 각각 영어와 프랑스어를 모어로 자유롭게 사용한다. 2016년 조사결과에 의하면 730만 명 정도에 달하는 국민들이 영어와 프랑스어가 아닌 타국어를 모어로 사용한다고 밝혔다. 가장 대표적인 비공식 언어로는 중국어로, 약 122만 명에 달하는 사용자들이 있다. 그 뒤를 50만 명 정도의 펀자브어, 45만 명의 스페인어, 41만 명의 아랍어, 38만 명의 독일어, 37만 명의 이탈리아어 등이 뒤따른다. 캐나다의 공식 언어 방침은 영어와 프랑스어를 동등하게 국어로 인정하는 것으로, 공공기관, 연방법원, 의회 등 모든 곳에서 영어와 프랑스어가 동시에 통용된다. 시민들은 프랑스어와 영어, 그 외 여러 소수 언어들로 공공 서비스들을 제공받을 수 있으며, 모든 지방들에서 이 언어들을 교육받을 수 있는 권리도 있다.
1977년에 제정된 프랑스어 헌장으로 인하여 퀘벡 주에서는 프랑스어를 공식적인 언어로 채택하였다. 캐나다에 살고 잇는 프랑스어 사용자들 가운데에 85%가 퀘벡 주에 살고 있으며, 그 외에도 뉴브런스윅, 알버타, 마니토바, 온타리오 등에도 많은 수의 프랑스어 사용자들이 살고 있다. 뉴브런스윅의 경우에는 프랑스어를 사용하는 인구가 전체의 33% 정도에 달한다. 이외에도 노바스코티아 남서부, 브레톤 곶 섬, 프린스에드워드 섬 남중부 등에도 프랑스어 사용자들이 모여 살고 있다.
대부분의 지방들은 공식 언어를 채택하지 않았으나, 프랑스어가 영어와 함께 법원, 공공기관 등에서 사용되는 경우가 많다. 온타리오의 경우에는 프랑스어가 상당한 위상을 가지고 있으나, 아예 법적으로까지 못박아놓지는 않았다. 캐나다에는 11개에 달하는 언어 그룹들이 있다. 이들 중 인구가 극히 적고 원주민들이 여전히 맥을 잇고 있는 북서부 영토에는 여전히 원주민들의 언어가 세를 가지고 있어서, 특히 누나부트 지방 등에서는 이누이트어가 다수어로 3개의 공식 언어들 중 하나이기도 하다. 캐나다는 여러 수화들의 발생지들 중 하나로, 가장 대표적인 것은 미국 수화이다. 다만 퀘벡 수화도 특히 퀘벡 등지에서 쓰이는 편이며, 뉴브런스윅, 온타리오, 마니토바 등의 프랑코포니 사회에서도 잘 쓰인다.

## 복지
캐나다의 복지체제는 공공이 주도하는 헬스케어 시스템으로, 자국 내에서는 ‘메디케어’라고 부른다. 기본적으로는 1984년에 제정된 캐나다 보건법을 따르며, 전 국민들을 대상으로 하는 공공의료 체제이다. 캐나다 정부 측에서도 ‘언제 어디서나, 모든 사람들에게 국가 의료보장체제 구축’을 목표로 막대한 재원을 투입하고 있으나, 여전히 캐나다 국민의 전체 의료비 지출의 30%가 개인 사비를 들이고 있다고 전해졌다. 다만 이같은 지출은 메디케어의 보험대상이 아닌 의료 서비스 때문에 주로 발생하는 것으로, 가장 대표적으로 치과, 안과, 단순처방 제조약 등이 있다. 캐나다인들의 65%에서 75% 정도가 국가의료시스템 외에도 추가적인 개인 의료 보험에 들었으며, 이들 중 대부분이 직장에서 보장해주는 의료 보장 제도를 이용한다. 그 외에도 고령자, 사회적 약자, 소수민족 등의 경우에는 정부에서 추가적으로 의료 기금을 지원해준다.
캐나다는 여러 선진국들과 마찬가지로 고령화를 겪고 있고, 이 때문에 복지 지출도 갈수록 늘어만 가고 있는 형국이다. 점차 은퇴자와 고령자가 많아지고 노동가능인구는 갈수록 적어지고 있는 것이다. 2006년에 캐나다인의 평균 나이는 약 39.5세였고, 12년만에 약 42.4로 급격히 증가하였다. 한편 기대수명은 약 81.1세이다. 2016년 캐나다 보건부의 조사에 따르면, 약 캐나다 인구의 88%가 자신이 ‘건강이 매우 좋다’라고 답했다고 하며, 이는 같은 선진국 모임인 G7에서도 가장 높은 수치였다. 다만 캐나다 성인의 80%가 자신들이 흡연, 신체적 장애, 불균형한 식습관, 운동 부족 등 만성적인 위험 요인들을 최소 한 가지 이상은 가지고 있다고 답하기도 했다. 캐나다는 OECD에서 비만율이 가장 높은 국가들 중 하나이며, 당뇨 진단율도 세계에서 가장 높은 수준이다. 또한 4대 만성질환인 암, 호흡기 질환, 당뇨, 심장질환이 캐나다인의 사인 가운데에 약 65%를 차지한다.
2017년에 캐나다 보건부에서는 캐나다의 의료체계 지출이 당시 캐나다의 전체 GDP의 11%에 달하는 약 2,420억 달러에 이른다고 발표하였다. 캐나다 국민들이 의료에 지출하는 금액은 세계적으로도 높은 수준이라서 OECD 전체에서 약 7위에 달하였다. 캐나다는 2000년대 초반부터 OECD 평균보다 약간 높은 수준으로 의료 시스템이 훌륭하다는 평가를 듣고 있으며, 2017년에는 의사를 만나기 위하여 기다려야하는 대기 시간과 의료의 질을 평가했을 때도 OECD 평균보다는 상위권에 있었으나, 아직까지도 캐나다의 보건 체제가 갈 길이 멀다는 평가도 있다. 캐나다 보건 시스템의 고질적인 약점들 중 하나는 상대적으로 높은 영아 사망률, 만성질환의 만연화, 긴 대기시간, 사후 관리 체계의 부재, 처방약의 부족과 치과 부족 등이 있다.

## 문화
캐나다는 다양한 이민자들을 포용하고 받아들이면서 자신들만의 문화를 따로 창조해내는 데에 성공했다. 캐나다의 최고 문화적 성취들 가운데 하나는 다문화주의로, 여러 문화권에 속한 사람들을 인정하면서도 하나의 문화권으로 묶어내는 것에 성공한 것이다. 가장 대표적으로 퀘벡의 경우에는 프랑스계 국민들이 매우 많은데, 일부 갈등은 있을지 몰라도 대다수의 사람들은 스스로를 캐나다인으로 생각하고 있다. 영국계가 주축이 되어왔던 캐나다에서 스스로를 캐나다의 한 구성원으로 인식하고 인정한 것이다. 이같은 경우들은 아랍, 중국, 아프리카계 시민들까지도 모두 적용되며, 이같이 다양한 인종과 문화의 사람들이 모인 캐나다의 문화를 표현하기 위하여 문화 모자이크라고 칭한다.
캐나다의 문화는 역사적으로 영국, 프랑스, 유럽, 기타 문화들에 의해 영향을 많이 받아왔다. 20세기 동안에는 새롭게 유입되기 시작한 아시아계와 아프리카계, 카리브해 계의 사람들이 점차 캐나다에 영향을 끼치기 시작했고, 문학, 음악, 예술계에도 큰 영향을 끼쳤다. 캐나다 문화의 특성들 중 하나로 꼽히는 ‘캐나다식 유머’가 꽤나 세계적으로 유명한데, 캐나다 출신의 수많은 코미디언들이 미국 텔레비전이나 프로그램들을 통하여 세계적으로 명성을 얻고는 했다. 캐나다는 자체적으로도 훌륭하게 발전된 미디어 산업을 가지고 있으나, 바로 옆에 붙어있는 미국이 워낙 거대한 미디어 산업계를 가지고 있기에 상대적으로 그 명성이 바래는 감이 있다. 게다가 미국의 문화들이 바로 옆의 캐나다로 지나치게 쏟아져 들어와 캐나다 미디어 문화계를 압도해버리는 경향도 있기에, 캐나다는 정부 차원에서 캐나다 문화 진흥을 위하여 애쓰고 있다.

### 상징
가장 대표적인 캐나다의 상징물은 국기에도 있는 메이플 나무 잎사귀로, 최소 18세기 초부터 캐나다의 상징으로 여겨져 왔다. 이 때문에 캐나다는 현재 이전의 국기, 그리고 캐나다의 국장에도 메이플 잎사귀를 넣고 있다. 현재 캐나다의 국장은 영국의 국장에서 크게 본을 따온 형태로, 다만 지나치게 영국식인 요소는 배제하고 캐나다의 요소를 일부 가미하였다. 그 외에도 캐나다의 표어인 ‘A Mari Usque Ad Mare', 즉 ’바다에서 바다로‘도 유명한 캐나다의 상징이며, 캐나다에서 유명한 스포츠인 아이스하키도 있다. 그 외에도 캐나다의 동물인 비버, 캐나다 오리, 말 등도 있으며, 캐나다의 기마경찰, 로키 산맥 등도 캐나다를 대표하는 것들이다. 물질적인 것들로는 캐나다 맥주, 메이플시럽, 카누, 버터타르트 등이 유명하다. 캐나다의 동전들에도 이 것들이 들어 있는데, 1달러 동전에는 캐나다 아비새, 50센트 동전에는 캐나다의 국장이, 니켈 동전에는 비버가 새겨져 있다. 2013년부터 쓰이지 않게 된 페니에는 메이플 잎사귀가 새겨져 있었다. 또한 현재의 20달러 지폐와 모든 캐나다 동전에는 엘리자베스 2세의 모습이 새겨져 있다.

### 스포츠
캐나다의 스포츠 역사는 1770년대로 거슬러 올라간다. 아이스하키, 농구, 야구, 축구 등 여러 스포츠 등이 캐나다에서 인기를 끌기 시작하였던 것이다. 캐나다의 공식적인 국민 스포츠는 아이스하키와 라크로스 등이 있다. 골프, 테니스, 스키, 배드민턴, 사이클링, 수영, 볼링, 럭비, 카누, 스쿼시 등도 인기가 많으며 많은 국민들이 유년기부터 무술을 짧게나마 배우기도 한다.
캐나다는 대부분의 프로 스포츠 리그를 미국과 공유하는 경우가 많다. 캐나다의 유명한 프로 스포츠 가운데에는 캐나다 축구 리그, 라크로스 리그 등이 있다. 캐나다는 1900년 이래 거의 항상 올림픽에 참가한 바 있고, 1976년 하계 올림픽, 1988년 동계 올림픽, 1994년 농구 챔피언십, 2007년 FIFA U-20 월드컵, 2010년 동계 올림픽, 2015년 FIFA 여성 월드컵 등 여러 국제 경기들도 여러 차례 유치했다. 캐나다는 2015년에 범아메리카 게임, 2015년 파라판 아메리칸 게임 등도 토론토에서 유치했다. 또한 2026년에는 멕시코와 미국과 함께 2026년 FIFA 월드컵도 공동 개최할 예정이다.

## 같이 보기
- 캐나다의 개요(영어판)

### 내용주
1. ↑  캐나다에서 사용하는 영어는 표준 영국 영어와 비슷하지만 어휘나 문법 등에서 차이가 있는 캐나다 영어이다.

### 참조주
1. ↑  “Surface water and surface water change”. OECD. 2018년 12월 9일에 원본 문서에서 보존된 문서. 2020년 10월 11일에 확인함.
2. ↑  “Population estimates, quarterly”. Statistics Canada. 2024년 9월 25일. 2024년 9월 25일에 원본 문서에서 보존된 문서. 2024년 9월 25일에 확인함.
3. 1 2 3 4  “World Economic Outlook Database, April 2025 Edition. (Canada)”. 《www.imf.org》. 국제 통화 기금. 2025년 4월 22일. 2025년 5월 26일에 확인함.
4. ↑  “Human Development Report 2025” (PDF) (영어). 유엔 개발 계획. 2025년 5월 6일. 2025년 5월 6일에 원본 문서 (PDF)에서 보존된 문서. 2025년 5월 6일에 확인함.
5. ↑  Olson, James Stuart; Shadle, Robert (1991). 《Historical Dictionary of European Imperialism》. Greenwood Publishing Group. 109쪽. ISBN 978-0-313-26257-9.
6. 1 2 3  Rayburn, Alan (2001). 《Naming Canada: Stories about Canadian Place Names》. University of Toronto Press. 14–22쪽. ISBN 978-0-8020-8293-0.
7. ↑  Magocsi, Paul R. (1999). 《Encyclopedia of Canada's Peoples》. University of Toronto Press. 1048쪽. ISBN 978-0-8020-2938-6.
8. ↑  “Province of Quebec 1763-91”. 《The Canadian Encyclopedia》. 2020년 5월 14일. 2024년 10월 1일에 확인함.
9. ↑  “An Act to Re-write the Provinces of Upper and Lower Canada, and for the Government of Canada”. J.C. Fisher & W. Kimble. 1841. 20쪽.
10. ↑  O'Toole, Roger (2009). 〈Dominion of the Gods: Religious continuity and change in a Canadian context〉.   Hvithamar, Annika; Warburg, Margit; Jacobsen, Brian Arly. 《Holy Nations and Global Identities: Civil Religion, Nationalism, and Globalisation》. Brill. 137쪽. ISBN 978-90-04-17828-1.
11. ↑  Morra, Irene (2016). 《The New Elizabethan Age: Culture, Society and National Identity after World War II》. I.B.Tauris. 49쪽. ISBN 978-0-85772-867-8.
12. ↑  McIntyre, D. (1998). 《British Decolonization, 1946–1997: When, Why and How did the British Empire Fall?》. British History in Perspective. Bloomsbury Publishing. 108쪽. ISBN 978-1-349-26922-8.
13. 1 2 3  Buckner, Philip, 편집. (2008). 《Canada and the British Empire》. Oxford University Press. 37–40, 56–59, 114, 124–125쪽. ISBN 978-0-19-927164-1.
14. ↑  Dillehay, Thomas D. (2008). 《The Settlement of the Americas: A New Prehistory》. Basic Books. 61쪽. ISBN 978-0-7867-2543-4.
15. ↑  Fagan, Brian M.; Durrani, Nadia (2016). 《World Prehistory: A Brief Introduction》. Routledge. 124쪽. ISBN 978-1-317-34244-1.
16. ↑  Rawat, Rajiv (2012). 《Circumpolar Health Atlas》. University of Toronto Press. 58쪽. ISBN 978-1-4426-4456-4.
17. ↑  Hayes, Derek (2008). 《Canada: An Illustrated History》. Douglas & Mcintyre. 7, 13쪽. ISBN 978-1-55365-259-5.
18. ↑  Macklem, Patrick (2001). 《Indigenous Difference and the Constitution of Canada》. University of Toronto Press. 170쪽. ISBN 978-0-8020-4195-1.
19. ↑  Sonneborn, Liz (January 2007). 《Chronology of American Indian History》. Infobase Publishing. 2–12쪽. ISBN 978-0-8160-6770-1.
20. 1 2  Graber, Christoph Beat; Kuprecht, Karolina; Lai, Jessica C. (2012). 《International Trade in Indigenous Cultural Heritage: Legal and Policy Issues》. Edward Elgar Publishing. 366쪽. ISBN 978-0-85793-831-2.
21. ↑  “Census Program Data Viewer dashboard”. 《Statistics Canada》. 2022년 2월 9일. 2024년 1월 25일에 원본 문서에서 보존된 문서. 2024년 2월 3일에 확인함.
22. ↑  Wilson, Donna M; Northcott, Herbert C (2008). 《Dying and Death in Canada》. University of Toronto Press. 25–27쪽. ISBN 978-1-55111-873-4.
23. ↑  Thornton, Russell (2000). 〈Population history of Native North Americans〉.   Haines, Michael R; Steckel, Richard Hall. 《A population history of North America》. Cambridge University Press. 13, 380쪽. ISBN 978-0-521-49666-7.
24. ↑  O'Donnell, C. Vivian (2008). 〈Native Populations of Canada〉.   Bailey, Garrick Alan. 《Indians in Contemporary Society》. Handbook of North American Indians 2. Government Printing Office. 285쪽. ISBN 978-0-16-080388-8.
25. ↑  Marshall, Ingeborg (1998). 《A History and Ethnography of the Beothuk》. McGill-Queen's University Press. 442쪽. ISBN 978-0-7735-1774-5.
26. ↑  Collen, Evelyn Jane; Johar, Angad Singh; Teixeira, João C.; Llamas, Bastien (2022년 8월 5일). “The immunogenetic impact of European colonization in the Americas”. 《Frontiers in Genetics》 (Frontiers Media SA) 13: 1-8. doi:10.3389/fgene.2022.918227. ISSN 1664-8021.
27. ↑  True Peters, Stephanie (2005). 《Smallpox in the New World》. Marshall Cavendish. 39쪽. ISBN 978-0-7614-1637-1.
28. ↑  Laidlaw, Z.; Lester, Alan (2015). 《Indigenous Communities and Settler Colonialism: Land Holding, Loss and Survival in an Interconnected World》. Springer. 150쪽. ISBN 978-1-137-45236-8.
29. ↑  Ray, Arthur J. (2005). 《I Have Lived Here Since The World Began》. Key Porter Books. 244쪽. ISBN 978-1-55263-633-6.
30. ↑  Preston, David L. (2009). 《The Texture of Contact: European and Indian Settler Communities on the Frontiers of Iroquoia, 1667–1783》. University of Nebraska Press. 43–44쪽. ISBN 978-0-8032-2549-7.
31. ↑  Miller, J.R. (2009). 《Compact, Contract, Covenant: Aboriginal Treaty-Making in Canada》. University of Toronto Press. 34쪽. ISBN 978-1-4426-9227-5.
32. ↑  Williams, L. (2021). 《Indigenous Intergenerational Resilience: Confronting Cultural and Ecological Crisis》. Routledge Studies in Indigenous Peoples and Policy. Taylor & Francis. 51쪽. ISBN 978-1-000-47233-2.
33. ↑  Turner, N.J. (2020). 《Plants, People, and Places: The Roles of Ethnobotany and Ethnoecology in Indigenous Peoples' Land Rights in Canada and Beyond》. McGill-Queen's Indigenous and Northern Studies. McGill-Queen's University Press. 14쪽. ISBN 978-0-2280-0317-5.
}}
34. ↑  Asch, Michael (1997). 《Aboriginal and Treaty Rights in Canada: Essays on Law, Equity, and Respect for Difference》. UBC Press. 28쪽. ISBN 978-0-7748-0581-0.
35. ↑  Commission de vérité et réconciliation du Canada (2016년 1월 1일). 《Canada's Residential Schools: The History, Part 1, Origins to 1939: The Final Report of the Truth and Reconciliation Commission of Canada, Volume I》. McGill-Queen's University Press. 3–7쪽. ISBN 978-0-7735-9818-8.
36. ↑  Lux, M.K. (2016). 《Separate Beds: A History of Indian Hospitals in Canada, 1920s-1980s》. G - Reference, Information and Interdisciplinary Subjects Series. University of Toronto Press. 7쪽. ISBN 978-1-4426-1386-7.
37. ↑  Kirmayer, Laurence J.; Guthrie, Gail Valaskakis (2009). 《Healing Traditions: The Mental Health of Aboriginal Peoples in Canada》. UBC Press. 9쪽. ISBN 978-0-7748-5863-2.
38. 1 2  “Truth and Reconciliation Commission of Canada: Calls to Action” (PDF). National Centre for Truth and Reconciliation. 2015. 5쪽. 2015년 6월 15일에 원본 문서 (PDF)에서 보존된 문서.
39. ↑  “Honouring the Truth, Reconciling for the Future: Summary of the Final Report of the Truth and Reconciliation Commission of Canada” (PDF). 《National Centre for Truth and Reconciliation》. Truth and Reconciliation Commission of Canada. 2015년 5월 31일. 2016년 7월 6일에 원본 문서 (PDF)에서 보존된 문서. 2019년 1월 6일에 확인함.
40. ↑  “Principles respecting the Government of Canada's relationship with Indigenous peoples”. 《Ministère de la Justice》. 2017년 7월 14일. 2023년 6월 10일에 원본 문서에서 보존된 문서.
41. ↑  틀:미디어 인용
42. ↑  Wallace, Birgitta (2018년 10월 12일). 〈Leif Eriksson〉. 《The Canadian Encyclopedia》. 2021년 4월 13일에 원본 문서에서 보존된 문서. 2020년 6월 4일에 확인함.
43. ↑  Johansen, Bruce E.; Pritzker, Barry M. (2007). 《Encyclopedia of American Indian History》. ABC-CLIO. 727–728쪽. ISBN 978-1-85109-818-7.
44. 1 2  Cordell, Linda S.; Lightfoot, Kent; McManamon, Francis; Milner, George (2009). 〈L'Anse aux Meadows National Historic Site〉. 《Archaeology in America: An Encyclopedia》. ABC-CLIO. 27, 82쪽. ISBN 978-0-313-02189-3.
45. ↑  Blake, Raymond B.; Keshen, Jeffrey; Knowles, Norman J.; Messamore, Barbara J. (2017). 《Conflict and Compromise: Pre-Confederation Canada》. University of Toronto Press. 19쪽. ISBN 978-1-4426-3553-1.
46. ↑  Cartier, Jacques; Biggar, Henry Percival; Cook, Ramsay (1993). 《The Voyages of Jacques Cartier》. University of Toronto Press. 26쪽. ISBN 978-0-8020-6000-6.
47. ↑  Baten, Jörg (2016). 《A History of the Global Economy. From 1500 to the Present》. Cambridge University Press. 84쪽. ISBN 978-1-107-50718-0.
48. ↑  Wynn, Graeme (2007). 《Canada and Arctic North America: An Environmental History》. ABC-CLIO. 49쪽. ISBN 978-1-85109-437-0.
49. ↑  Rose, George A (2007년 10월 1일). 《Cod: The Ecological History of the North Atlantic Fisheries》. Breakwater Books. 209쪽. ISBN 978-1-55081-225-1.
50. ↑  Kelley, Ninette; Trebilcock, Michael J. (2010년 9월 30일). 《The Making of the Mosaic: A History of Canadian Immigration Policy》. University of Toronto Press. 27쪽. ISBN 978-0-8020-9536-7.
51. ↑  LaMar, Howard Roberts (1977). 《The Reader's Encyclopedia of the American West》. University of Michigan Press. 355쪽. ISBN 978-0-690-00008-5.
52. ↑  Tucker, Spencer C; Arnold, James; Wiener, Roberta (2011년 9월 30일). 《The Encyclopedia of North American Indian Wars, 1607–1890: A Political, Social, and Military History》. ABC-CLIO. 394쪽. ISBN 978-1-85109-697-8.
53. ↑  Buckner, Phillip Alfred; Reid, John G. (1994). 《The Atlantic Region to Confederation: A History》. University of Toronto Press. 55–56쪽. ISBN 978-0-8020-6977-1.
54. ↑  Hornsby, Stephen J (2005). 《British Atlantic, American frontier: spaces of power in early modern British America》. University Press of New England. 14, 18–19, 22–23쪽. ISBN 978-1-58465-427-8.
55. ↑  Nolan, Cathal J (2008). 《Wars of the age of Louis XIV, 1650–1715: an encyclopedia of global warfare and civilization》. ABC-CLIO. 160쪽. ISBN 978-0-313-33046-9.
56. ↑  Allaire, Gratien (May 2007). “From 'Nouvelle-France' to 'Francophonie canadienne': a historical survey”. 《International Journal of the Sociology of Language》 (185): 25–52. doi:10.1515/IJSL.2007.024. ISSN 0165-2516.
57. ↑  “The Death of General Wolfe”. 《National Gallery of Canada》. 2023년 7월 26일에 원본 문서에서 보존된 문서. 2023년 7월 23일에 확인함.
58. ↑  틀:저널 인
59. ↑  Nellis, Eric (2010). 《An Empire of Regions: A Brief History of Colonial British America》. University of Toronto Press. 331쪽. ISBN 978-1-4426-0403-2.
60. ↑  Stuart, Peter; Savage, Allan M. (2011). 《The Catholic Faith and the Social Construction of Religion: With Particular Attention to the Québec Experience》. WestBow Press. 101–102쪽. ISBN 978-1-4497-2084-1.
61. ↑  Government of British Columbia. “Building the Railway”. 《Government of British Columbia》. 2021년 3월 14일에 확인함.
62. ↑  Government of Canada (2006년 6월 22일). “Prime Minister Harper Offers Full Apology for the Chinese Head Tax”. 《Government of Canada》. 2021년 3월 14일에 확인함.
63. ↑  “Profile table, Census Profile, 2021 Census of Population – Canada [Country]”. Statistics Canada. 2022년 2월 9일.
64. ↑  Marsh, James H. (2012-02-23; 2020-09-17). “Japanese Canadian Internment: Prisoners in their own Country”. 《The Canadian Encyclopedia》. Historica Canada. 2021년 3월 16일에 확인함.
65. ↑  CTV News (2021년 2월 4일). “Canada's democracy is growing stronger as world weakens: report”.
66. ↑  DH News Vancouver. “Canada ranks as one of the strongest democracies in the world”.
67. ↑  CBS News Canada. “Canada as a middle power in an upended world: Time for a foreign policy reset?”.
68. ↑  Canada, Service (2015년 10월 13일). “Not Found”. 2024년 9월 2일에 원본 문서에서 보존된 문서. 2025년 4월 2일에 확인함.
69. ↑  Lee Berthiaume (2021년 2월 17일). “Canada expected to face pressure to reverse withdrawal, send troops to Iraq”.
70. ↑  “[캐나다 한국일보] 캐나다에서 멸종 위기에 처한 3종”. 2025년 4월 2일에 확인함.
71. ↑  “캐나다 동식물 2천여종 멸종 위기 > 토론토 중앙일보”. 2025년 4월 2일에 확인함.
72. ↑  Government of Canada, Statistics Canada (2018년 3월 14일). “Forests in Canada”. 2025년 3월 5일에 확인함.
73. ↑  Government of Canada, Statistics Canada (2018년 3월 14일). “Infographic 1 An overview of Canada's forests resources”. 2025년 3월 5일에 확인함.
74. ↑  “귀하신 몸 석유모래가 더러운 기름?”. 《주간동아》 (동아일보사). 2011년 1월 17일.
75. ↑  “식량농업기구 통계”. 2016년 10월 20일에 원본 문서에서 보존된 문서. 2022년 1월 6일에 확인함.
76. ↑  World Integrated Trade Solution Worldbank
77. ↑  《글로벌 세계 대백과사전》〈캐나다의 교통〉
78. ↑  경제사회국 인구분과[깨진 링크(과거 내용 찾기)] UN 세계 인구 추계 2015년판